# Almondale
Almondale (dt.: „Mandeltal“) ist ein östlicher Vorort der Landeshauptstadt Castries im Quarter (Distrikt) Castries im Zentrum des Inselstaates St. Lucia in der Karibik. 

## Geographie
Der Ort liegt an der Grenze zum Quarter Gros Islet im Inselinnern, südlich von Union. Im Umkreis schließen sich folgende Verwaltungseinheiten an: Balata (O), Morne Dudon (S), Carellie (W) und Union. 
Im Ortsgebiet liegt der Sitz der Water Resources Management Agency von St. Lucia.

## Klima
Nach dem Köppen-Geiger-System zeichnet sich Almondale durch ein tropisches Klima mit der Kurzbezeichnung Af aus.